# Permanent (utwór Davida Cooka)
Permanent – czwarty singiel wokalisty Davida Cooka, pochodzący z jego albumu David Cook. Utwór został wykonany na żywo podczas finału ósmego sezonu programu American Idol.
Tekst piosenki nawiązuje do walki Adama, brata Davida, z guzem mózgu. Singiel został napisany przez samego wokalistę oraz Chantala Kreviazuka i Rainego Maidę. Został wydany przez RCA Records.
Wszystkie dochody ze sprzedaży wersji live piosenki z portalu iTunes zostaną przekazane fundacji ABC² (Accelerate Brain Cancer Cure), wspomagającej walkę z rakiem.

## Pozycje na listach
Permanent zadebiutował na 24. miejscu amerykańskiego zestawienia Hot 100. Pojawił się na liście 29 maja 2009 roku i w pierwszym tygodniu sprzedano 103 tysiące egzemplarzy nagrania
| Notowanie (2009)           | Najwyższa pozycja |
| -------------------------- | ----------------- |
| Billboard Canadian Hot 100 | 26                |
| Hot 100                    | 24                |
| Pop 100                    | 34                |

## Sprzedaż w Stanach Zjednoczonych
Wersja live: 61 000

Wersja studyjna: 98 000

Razem: 159 000